# 基督之桌教堂
基督之桌教堂（Mensa Christi）是一座罗马天主教教堂，位于以色列北部拿撒勒老城。

## 历史
耶稣在拿撒勒的三十年被称为“静默的日子”，数百年间，基督徒在拿撒勒寻找与耶稣的生平事件有关的遗迹。堂内有一块岩石，称为“基督的桌子”，据称耶稣基督复活后在此与使徒们进餐。方济各会于18世纪下半叶在此建造一座小堂。目前的教堂完成于1861年。2000年千禧庆祝时，以色列政府也参与修复拿撒勒老城。其中包括修复该堂的壁画 和穹顶。
加利利海西北岸Tabgha的首牧伯多禄堂也有一张“基督的桌子”。

## 参考

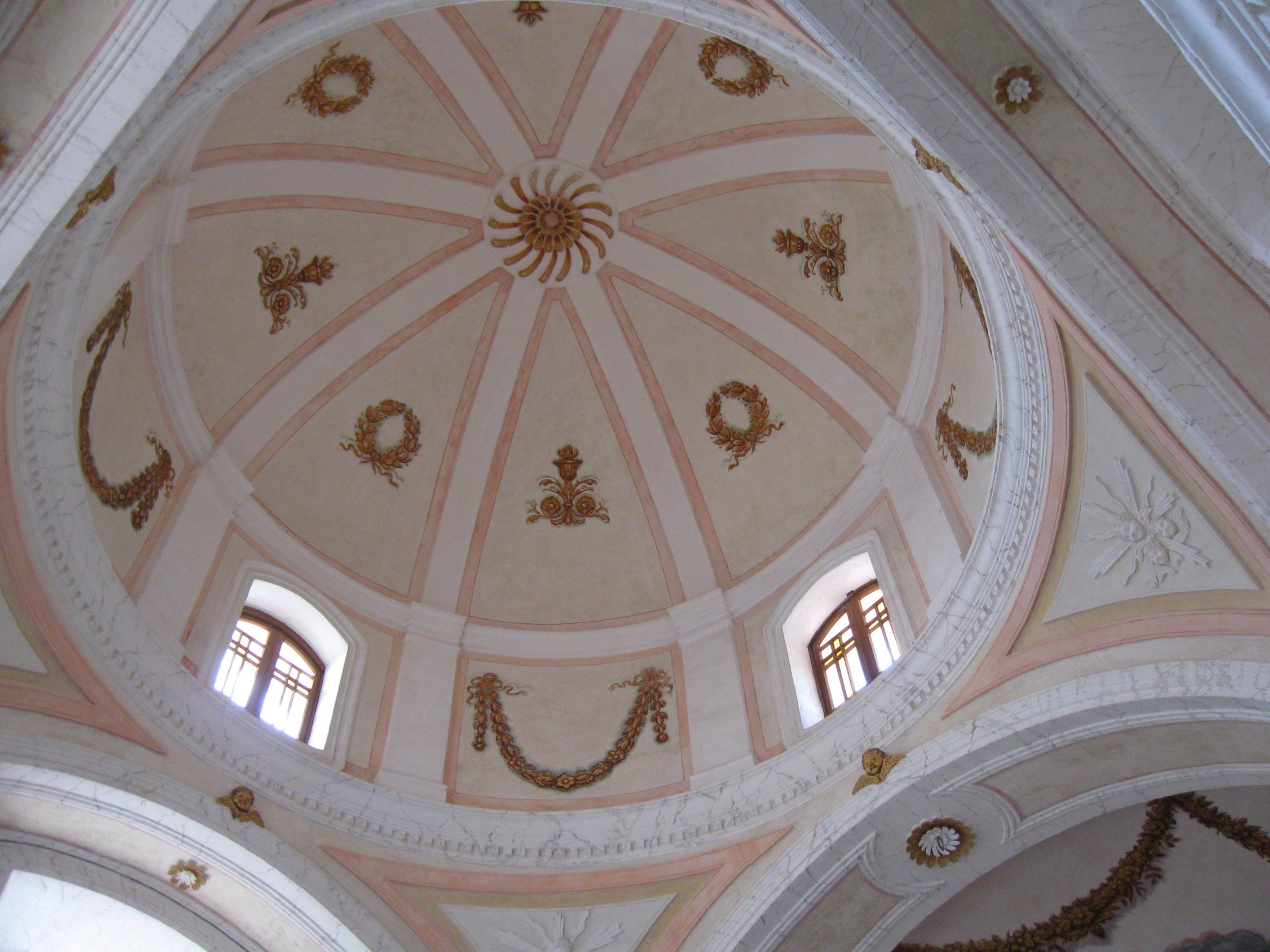
Inside the church